# Rutelisca
Rutelisca är ett släkte av skalbaggar. Rutelisca ingår i familjen Rutelidae.
Kladogram enligt Catalogue of Life:
| Rutelisca | \| \| Rutelisca durangoana \| \| \| \| \| \| Rutelisca flohri \| \| \| \| |
|           | \| \| Rutelisca durangoana \| \| \| \| \| \| Rutelisca flohri \| \| \| \| |
|           | Rutelisca durangoana                                                      |
|           |                                                                           |
|           | Rutelisca flohri                                                          |
|           |                                                                           |